# محمود محمودیان
محمود محمودیان سیاست‌مدار ایرانی بود، که در دوره بیست و چهارم مجلس شورای ملی به عنوان نماینده شیروان از استان خراسان شمالی در مجلس شورای ملی حضور داشت.